# Camarão
O termo camarão (do latim cammārus, caranguejo do mar, camarão, derivado do grego kámmaros, ou kámmoros) é a designação comum a diversos artrópodes da ordem dos decápodes, podendo ser marinhos ou de água doce. Tais artrópodes possuem o abdome longo, corpo lateralmente comprimido, primeiros três pares de pernas com quelas e rosto geralmente desenvolvido.
A pesca e a aquacultura de camarões é uma das atividades econômicas mais importantes, devido ao seu elevado valor comercial. De acordo com a informação “Fishstat Plus” da FAO, em 2002, a captura mundial de camarões marinhos foi de 2 843 020 toneladas, enquanto que a produção internacional de aquacultura foi de 1 292 476 toneladas. Recentemente, várias espécies de camarões do coral têm sido comercializados pela indústria aquarista.
Existem várias outras espécies de artrópodes aquáticos que têm no seu nome a palavra camarão, mas pertencem a grupos diferentes, tais como os camarões-molusco (da ordem Conchostraca) e os camarões-girinos (Triops Vicentinus, da ordem Notostraca).
Os camarões comerciais são também conhecidos por outros nomes, tais como gamba ou lagostim (os de grandes dimensões, como o camarão-tigre-gigante, Penaeus monodon, podem atingir cerca de 35 cm de comprimento e pesar cerca de 1 kg – que são as dimensões médias dos verdadeiros lagostins).
Carcinicultura, é como é chamada a criação do camarão em sistemas aquícolas.

## Anatomia
Estes animais pertencem ao subfilo dos crustáceos, com exoesqueleto de quitina. Seu corpo é dividido em duas partes: cefalotórax e abdome. São animais que apresentam um aparelho digestivo completo, ou seja, com duas aberturas: a boca para entrada e o ânus para saída de alimentos. Também possuem sexos separados e sua reprodução é sexuada.
Os camarões são animais pertencentes ao filo dos artrópodes. Todos os animais pertencentes a esse filo possuem sistema nervoso, formado por gânglios cerebrais bem desenvolvidos, de onde parte o cordão nervoso central ganglionar. Seus órgãos sensoriais são muito especializados e situados na cabeça. O seu coração situa-se na cabeça. Pode parecer estranho, mas os camarões também se comunicam entre si através de emissão de bolhas de ar, uma maneira adequada para a comunicação interespecífica em meio a águas marinhas.

## Classificação
Os camarões pertencem à ordem dos decápodes, à qual pertencem também as lagostas e os caranguejos. Até recentemente os decápodes eram divididos nas subordens dos reptantes e dos natantes, os primeiros incluindo os animais com menor poder de natação (caranguejos e lagostas) e os segundos, os camarões. A classificação atual, no entanto, divide-os de acordo com a estrutura das brânquias e restantes apêndices e com a forma de desenvolvimento larvar, nas subordens Dendrobranchiata, que inclui os camarões com brânquias ramificadas e que não incubam os ovos (infraordens Penaeoidea e Sergestoidea), e os Pleocyemata, que inclui os restantes camarões (infraordens Caridea e Stenopodidea), lagostas, caranguejos e restantes decápodes.

## Tipos de camarão
- Camarão-d'água-doce
- Camarão-da-malásia
- Camarão-de-estalo
- Camarão-de-patas-brancas
- Camarão-de-sete-barbas
- Camarão-limpador
- Camarão-rosa